# Ja ostajus'
Ja ostajus' (Я остаюсь) è un film del 2007 diretto da Karen Oganesjan.

## Trama
Il film racconta del dottor Tyrsa, che non credeva nella vita dopo la morte fino a quando non si è ritrovato in una pianura vuota con persone come lui.